# Línea 1 (Tranvía de Amberes)
La línea 1 del Tranvía de Amberes es una línea que une Luchtbal con la estación de Antwerpen—Zuid, ambos en la ciudad de Amberes, Bélgica.
No toma la sección del premetro.

## Historia
Anteriormente, unía Zuid con los Docks. Fue desmantelado en los años 60.
Desde diciembre de 2019, la línea vuelve a circular con un recorrido parecido al inicial.

## Estaciones
|  |   |  | Estación        | Municipio | Correspondencia |  |
|  | - |  | --------------- | --------- | --------------- |  |
|  | • |  | P+R Luchtbal    | Amberes   |                 |  |
|  | • |  | Dublin          | Amberes   |                 |  |
|  | • |  | Luchtbal Kerk   | Amberes   |                 |  |
|  | • |  | Kinepolis       | Amberes   |                 |  |
|  | • |  | Groenendaallaan | Amberes   |                 |  |
|  | • |  | Straatsburgdok  | Amberes   |                 |  |
|  | • |  | Noorderbrug     | Amberes   |                 |  |
|  | • |  | IJzerlaan       | Amberes   |                 |  |
|  | • |  | Noorderplaats   | Amberes   |                 |  |
|  | • |  | Paardenmarkt    | Amberes   |                 |  |
|  | • |  | Roosevelt       | Amberes   |                 |  |
|  | • |  | Opera           | Amberes   |                 |  |
|  | • |  | Stadspark       | Amberes   |                 |  |
|  | • |  | Nationale Bank  | Amberes   |                 |  |
|  | • |  | Kasteelplein    | Amberes   |                 |  |
|  | • |  | Bres            | Amberes   |                 |  |
|  | • |  | Montigny        | Amberes   |                 |  |
|  | • |  | Bolivarplaats   | Amberes   |                 |  |
|  | • |  | Zuid            | Amberes   |                 |  |

## Futuro
No hay ampliaciones previstas.